# Шварцкопф, Юрий Алексеевич
Юрий Алексеевич Шварцкопф (род. 24 февраля 1947, Ленинград, РСФСР, СССР) — российский театровед, организатор культуры, Заслуженный деятель искусств Российской Федерации (2007).

## Биография
Окончил Московский полиграфический институт по специальности «Инженер-механик полиграфических машин» (1972), ЛГИТМиК по специальности «Театровед-организатор театрального дела» (1983). В 2002 году получил ученую степень (- срок) кандидата экономических наук.
По своей второй специальности начал работу в качестве заместителя директора Ленинградского театра музыкальной комедии, где проработал с 1979 по 1984 год. Затем был переведен на должность директора Дворца работников искусств им. К. С. Станиславского (с 1984 по 1986 годы). С 1986 года назначен директором Ленинградского драматического театра им. В. Ф. Комиссаржевской, а с 1995 года работал в должности исполнительного директора Мариинского театра. Затем, с 2000 года, почти пять лет, был директором Филармонии имени Д. Д. Шостаковича.
С 2005 года работает в качестве генерального директора Санкт-Петербургского театра музыкальной комедии. Был первым заместителем художественного руководителя-директора Мариинского театра с 2005 по 2014 годы.
Также является Консультантом Союза театральных деятелей России.
Председатель совета директоров государственных театров Санкт-Петербурга.

### Политическая позиция
В 2014 году подписал Коллективное обращение деятелей культуры Российской Федерации в поддержку политики президента РФ В. В. Путина на Украине и в Крыму.

## Семья
Жена Татьяна, имеет двоих детей.

## Награды и звания
- Орден «За заслуги в культуре и искусстве» (31 июля 2025 года) — за большой вклад в развитие отечественной культуры и искусства, многолетнюю плодотворную деятельность[5].
- Орден Почёта (3 мая 2018 года) — за большой вклад в развитие отечественной культуры и искусства, многолетнюю плодотворную деятельность[6].
- Орден Дружбы (5 июня 2003 года) — за многолетнюю плодотворную деятельность в области культуры и искусства[7].
- Кавалер ордена Заслуг перед Республикой Польша (30 октября 2003 года, Польша)[8].
- Орден Венгерской Республики (2008).
- Заслуженный деятель искусств Российской Федерации (24 февраля 2007 года) — за большие заслуги в  развитии отечественного музыкального искусства и многолетнюю плодотворную деятельность[9].
- Знак отличия «За заслуги перед Санкт-Петербургом» (2017).
- Знак «За заслуги в области культуры» (2002).
- Почётный знак «За особый вклад в развитие Санкт-Петербурга» (1 декабря 2021 года, Законодательное Собрание Санкт-Петербурга) — за особые заслуги перед Санкт-Петербургом в профессиональной или общественной деятельности[10]
- Благодарность Законодательного Собрания Санкт-Петербурга (8 февраля 2017 года) — за выдающиеся личные заслуги в области культуры и искусства в Санкт-Петербурге, многолетнюю успешную творческую деятельность, высокий профессионализм, а также в связи с 70-летием со дня рождения[11]
- Премия Правительства Санкт-Петербурга в области литературы, искусства и архитектуры (2011) — за достижения в области музыкально-сценического искусства» как продюсер мюзикла «Бал вампиров».
- Премия Правительства Санкт-Петербурга в области культуры и искусства (2022) — за достижения в области музыкально-сценического искусства в составе творческой группы спектакля «Петр I».
- Премия Правительства Санкт-Петербурга в области культуры и искусства (2016) — за достижения в области музыкально-сценического искусства в составе творческой группы спектакля «Белый. Петербург».
- Лауреат премии имени Андрея Толубеева (2014) — за осуществление серии масштабных проектов в жанре мюзикла.
- Лауреат премии «Легенда» Ассоциации музыкальных театров России (2024)[12].
- Лауреат театральной премии Законодательного Собрания Санкт-Петербурга (2024) — За сохранение и развитие традиций российской театральной школы за вклад в развитие театрального искусства Санкт-Петербурга и воспитание молодых талантов.